# Rodolfo Gucci
Rodolfo Gucci (Florence, 16 juli 1912 – Milaan, 15 mei 1983), ook bekend onder zijn artiestennaam Maurizio D'Ancora, was een Italiaanse acteur en ondernemer, die tussen 1929 en 1946 in meer dan 40 films verscheen. Hij was een lid van de Gucci-familie. Zijn enige kind was Maurizio Gucci.

## Biografie
Rodolfo Gucci werd geboren in 1912 in Florence als jongste zoon van Aida Calvelli en Guccio Gucci. Hij had een zus en drie broers, evenals een halfbroer uit een voorhuwelijkse verbintenis van zijn moeder. Zijn vader had een lederwarenwinkel in het centrum van Florence. Het kleine bedrijf groeide uit tot een van de bekendste lederwarenmerken in de stad en werd al snel in heel Italië bekend onder de naam Gucci.
Net als zijn broers ging hij in het bedrijf van zijn vader werken, maar hij had eigenlijk voor ogen filmacteur te worden. Al snel werd hij – bekend om zijn knappe voorkomen – opgemerkt door regisseur Alfred Lind die hem in 1929 zijn filmdebuut bezorgde. In datzelfde jaar verscheen hij in Mario Camerini's Rotaie, waarmee zijn carrière werd gelanceerd. Zijn vader was niet blij met het gekozen carrièrepad van zijn zoon en gebood hem een pseudoniem te nemen om associaties met de naam van de familie en het bedrijf te voorkomen. Maurizio D'Ancora werd zijn artiestennaam, waarmee hij bekend werd en succes boekte.
In de jaren 1930 en '40 speelde hij in tal van films. Tijdens het filmen van Al buio insieme ontmoette hij zijn toekomstige vrouw. Hij trouwde in 1944 in Venetië, Italië met de actrice Sandra Ravel. Hun enige kind werd geboren in 1948, Maurizio, vernoemd naar de artiestennaam van zijn vader.

### Lid van de Gucci-familie
Na de Tweede Wereldoorlog haalde zijn broer Aldo Gucci hem over om terug te keren naar het familiebedrijf. In 1946 verscheen D'Ancora onder Carmine Gallone in zijn laatste film, Biraghin. Na 37 speelfilms was hij niet meer gevraagd als acteur in de veranderde, naoorlogse cinema, wat zijn vertrek vergemakkelijkte.
In 1948 werd hij lid van de raad van bestuur van Gucci en nam hij de aandelen over van zijn halfbroer Ugo, die door zijn vader Guccio was overgehaald ze af te staan, vanwege zijn banden met de Fascistische Partij tijdens de oorlog. Rodolfo werd belast met het management van de winkel aan de Via Monte Napoleone in Milaan. Milaan was na Florence en Rome de derde Italiaanse stad waar Gucci een winkel opende. In 1949 verhuisde Rodolfo voor dit doel naar Milaan. Tegen de wil van hun vader streefde hij er samen met zijn broer Aldo naar om het bedrijf buiten Italië uit te breiden. In 1952 reisden Rodolfo en zijn broers Aldo en Vasco naar New York. Ze openden daar de eerste Gucci-winkel buiten Italië, slechts twee weken voor de dood van hun vader.
In de jaren zestig breidde het bedrijf Gucci zich snel uit en werden er tal van winkels geopend. In deze periode maakte Rodolfo naam als maker van sjaals. In 1967 ontwierp hij de Gucci Flora-sjaal voor Grace Kelly.
Na het overlijden van hun broer Vasco Gucci in 1974, verdeelden Rodolfo en Aldo het bedrijf half-om-half onder elkaar. Aldo's zonen vonden echter dat Rodolfo niet genoeg had bijgedragen aan de groei van het bedrijf. In een poging om zijn winst te vergroten, richtte Aldo een parfumfiliaal op en hield 80 procent van het eigendom voor hemzelf en zijn drie zonen. Deze rivaliteit eindigde uiteindelijk in een familievete.

### Dood en nalatenschap
Rodolfo Gucci stierf in 1983 in Milaan. Na zijn dood erfde zijn zoon Maurizio Gucci zijn meerderheidsbelang in het bedrijf en werd meerderheidsaandeelhouder. Na een juridische strijd van bijna zes jaar om de controle over Gucci tegen Aldo Gucci, werd Maurizio Gucci in 1989 benoemd tot voorzitter van de Gucci-groep. Maurizio had geen achtergrond in het bedrijfsleven en in 1993 verkeerde het bedrijf in ernstige economische en creatieve moeilijkheden. Dat jaar nam Maurizio Gucci ontslag en verkocht hij zijn resterende belang aan Investcorp, waarmee er een einde kwam aan de banden van de familie Gucci met het bedrijf. In 1995 werd Maurizio neergeschoten door een huurmoordenaar. In 1998 werd zijn ex-vrouw Patrizia Reggiani veroordeeld voor het regelen van de moord.

## In populaire cultuur
In de film House of Gucci (2021) wordt Rodolfo Gucci gespeeld door de Engelse acteur Jeremy Irons.